# Eira (Helsinki)
Pour les articles homonymes, voir Eira.
Eira est un quartier d'Helsinki, capitale de la Finlande.

## Étymologie
Le quartier a été nommé ainsi au début du XXe siècle d'après l'hôpital d'Eira dans le quartier voisin d'Ullanlinna. Cet hôpital tire lui-même son nom de l'hôpital d'Eira de Stockholm, qui est nommé ainsi en référence à la déesse Eir de la mythologie nordique.

## Population
Le quartier a 989 habitants (1.1.2014) et 258 emplois (31.12.2011) sur une superficie de 0,19 km2.

## Architecture

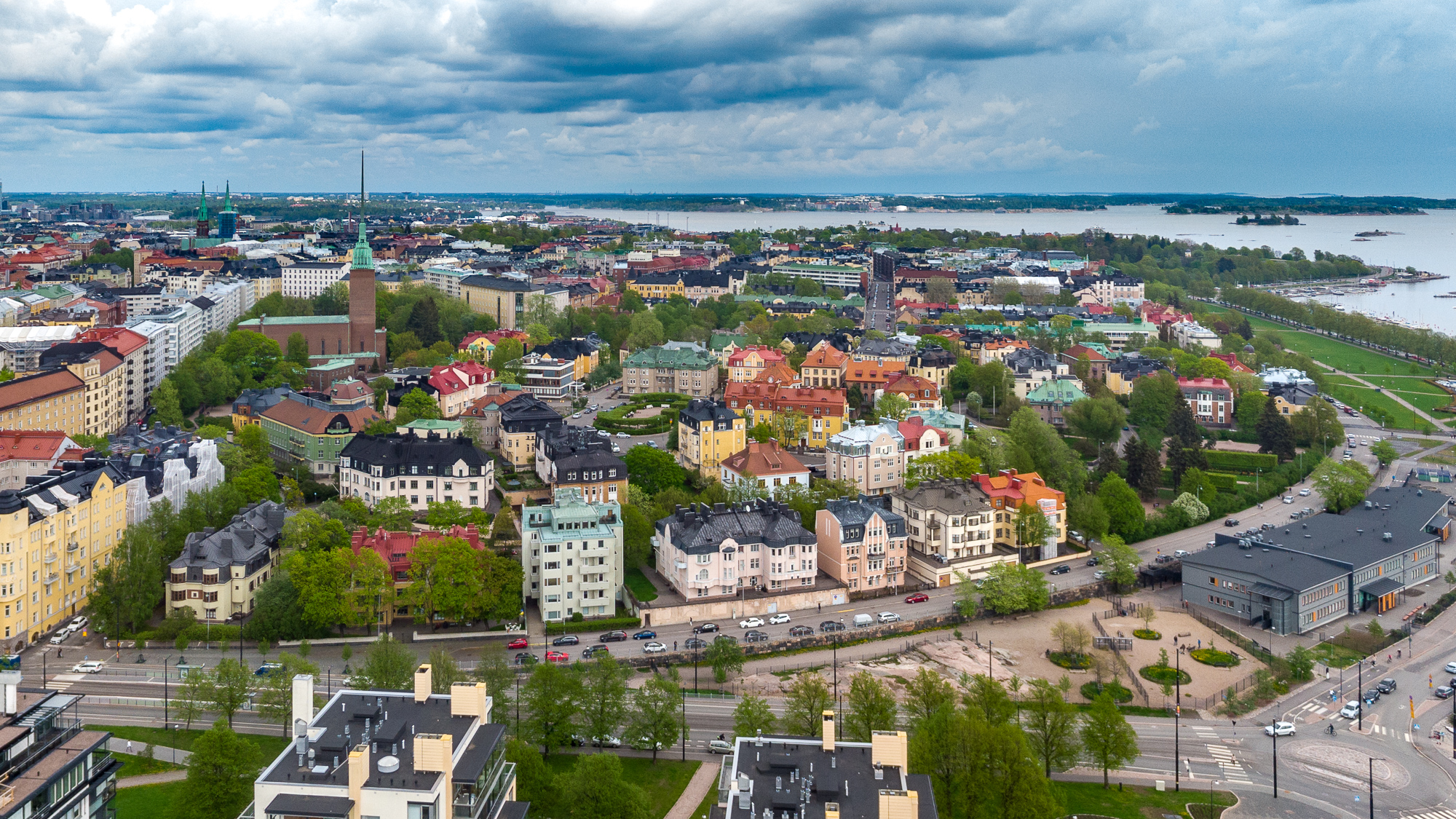
Eira en 2021.

Le quartier est situé au sud du centre-ville.
à l'exception d'un îlot urbain dans son coin nord-ouest, Eira diffère clairement des autres quartiers voisins, tels que Punavuori et Ullanlinna, par ses rues étroites et généralement courbes, et les bâtiments ne se trouvent généralement pas le long de la rue mais au milieu de la parcelle construite.
Eira est l'un des quartiers les plus chers et des plus recherchés pour ses appartements anciens de style Art nouveau. 
À la fin du XVIIIe siècle, Eira était encore peu construit. On le pensait trop éloigné du centre-ville, c'est pourquoi on prévoyait d'en faire une zone industrielle, c'est la raison pour laquelle on trouve des noms de rue comme Tehtaankatu (la rue de l'usine).
De nombreuses ambassades et de nombreux restaurants haut de gamme se trouvent à Eira et dans le quartier voisin de Kaivopuisto.
Dans le film Calamari Union du cinéaste Aki Kaurismäki, le quartier Eira symbolise la santé et la réussite que les personnages essaient d'atteindre en passant de Kallio à Eira.

### Statues

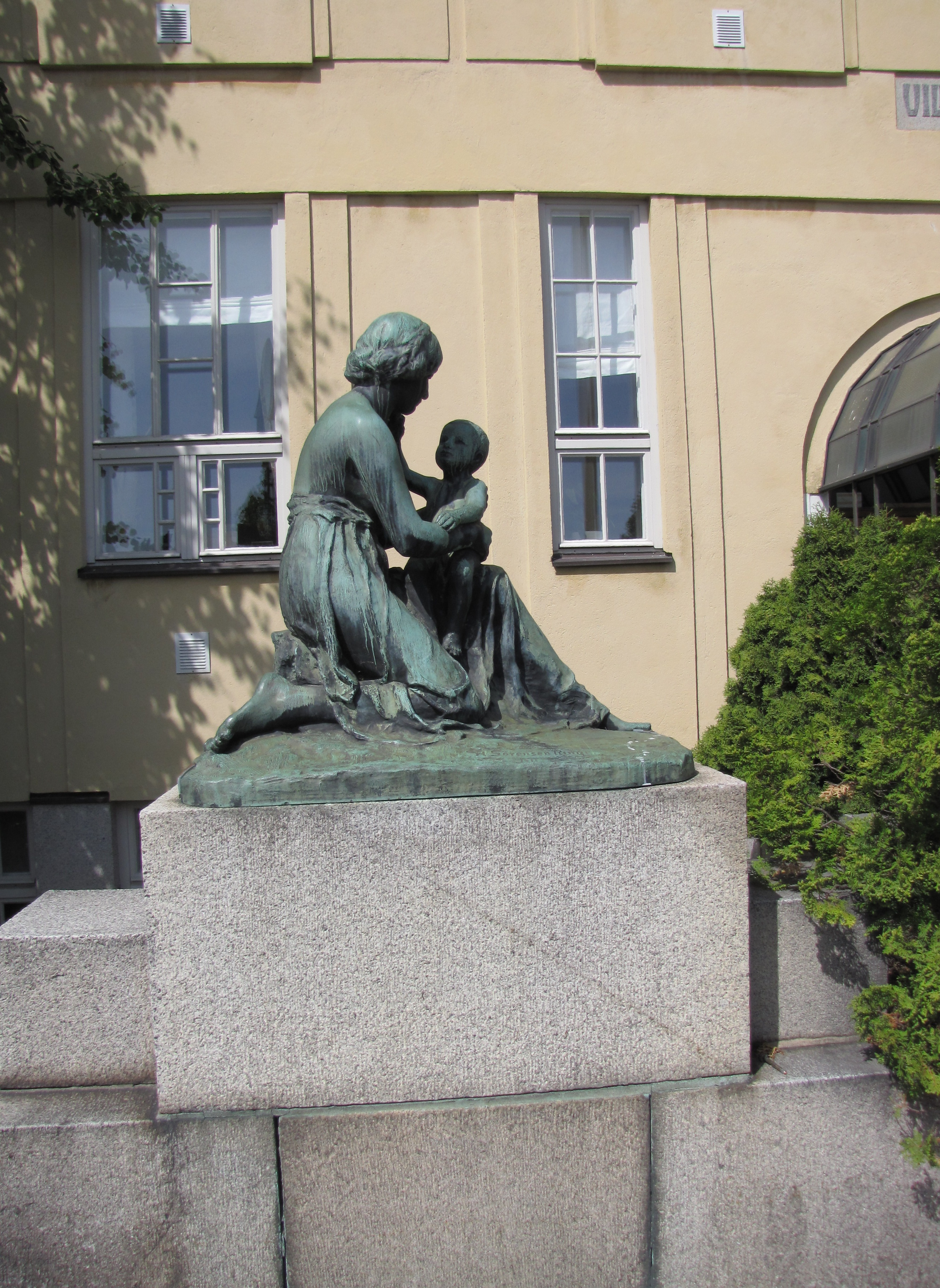
La joie de la Maternité de Harald Sörensen-Ringi, Villa Ensi.
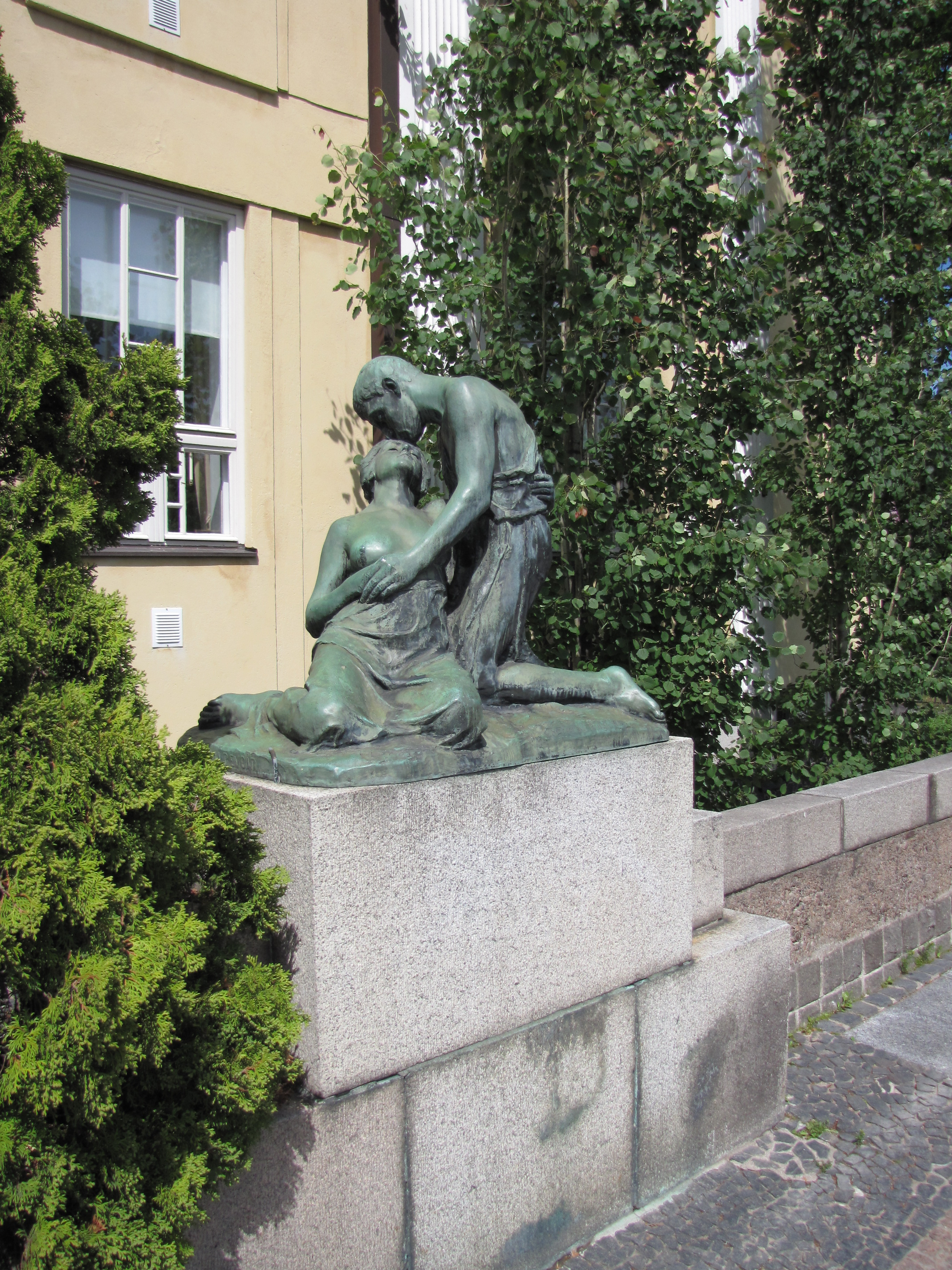
Au Revoir de Harald Sörensen-Ringi, Villa Ensi.
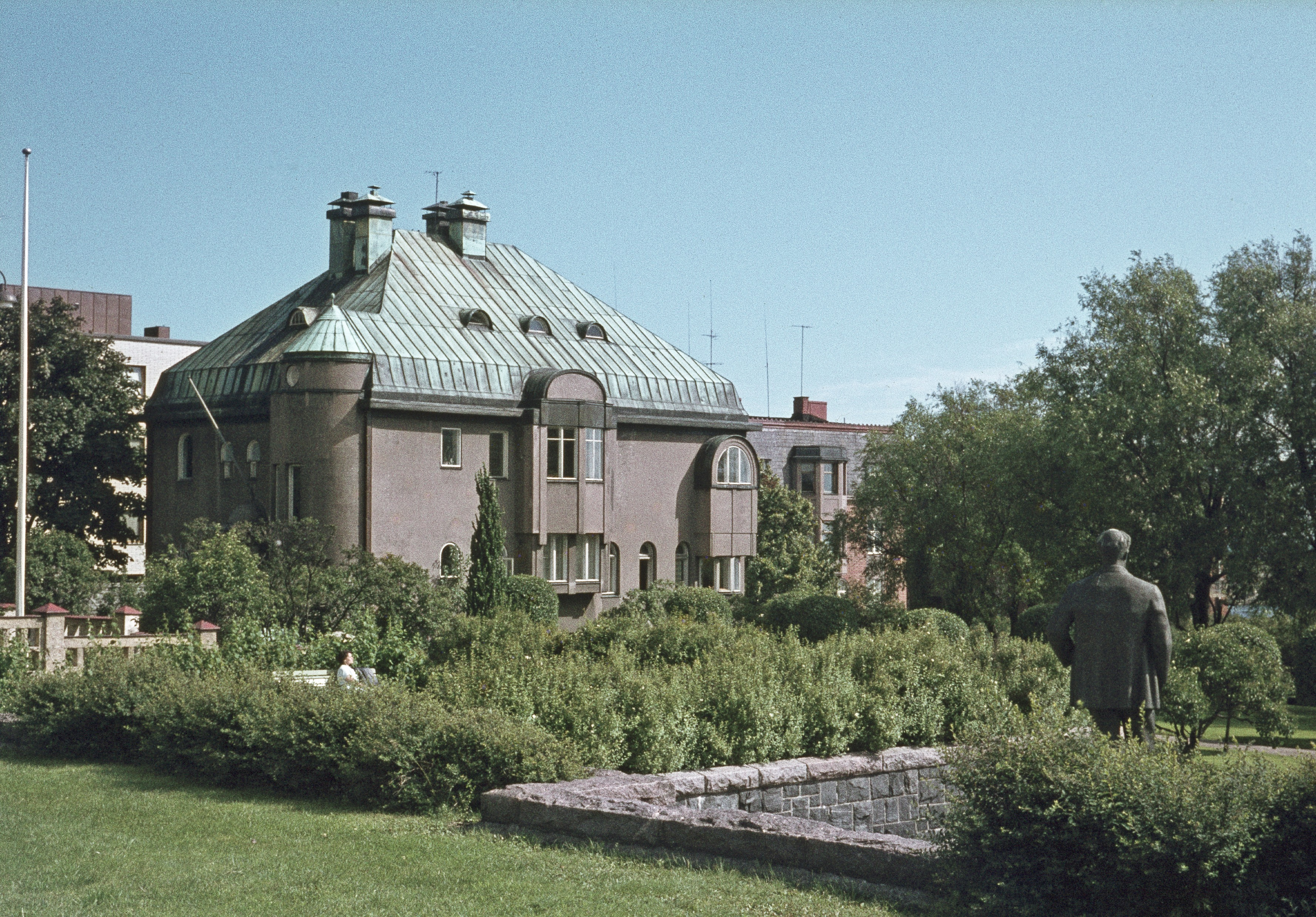
Statue de Juhani Aho dans le parc Juhani Aho

## Accès à Eira
On peut accéder à Eira par les lignes de tramway 1 et 3 , et par les lignes de bus 14, 14B et 16.
Les quartiers limitrophes sont Länsisatama, Punavuori et Ullanlinna.

## Galerie

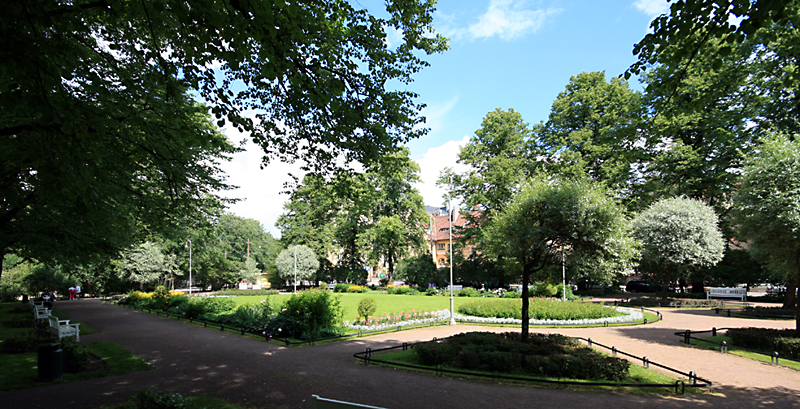
Parc d'Eira.
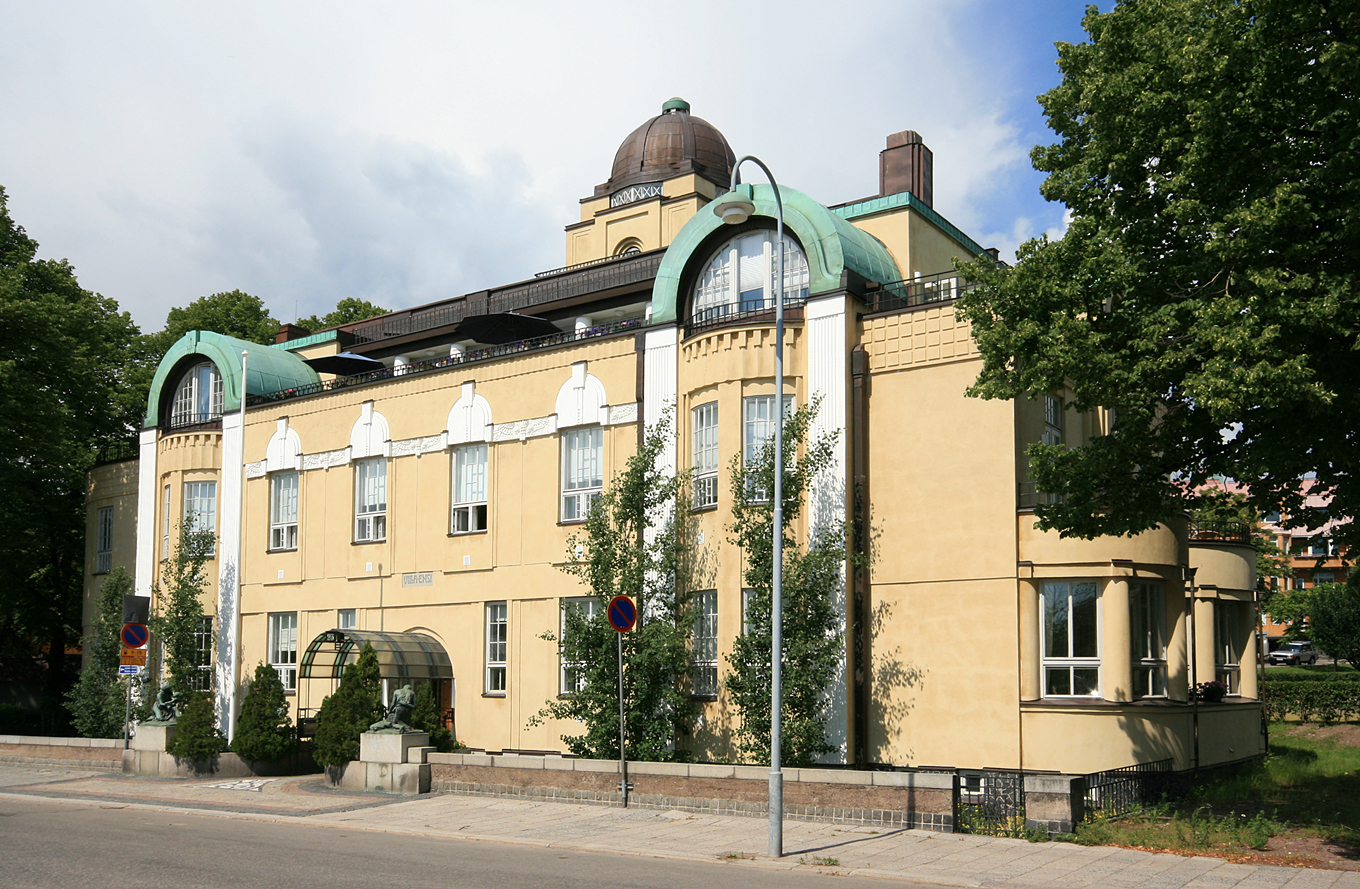
Villa Ensi 23 rue Merikatu, Selim A. Lindqvist
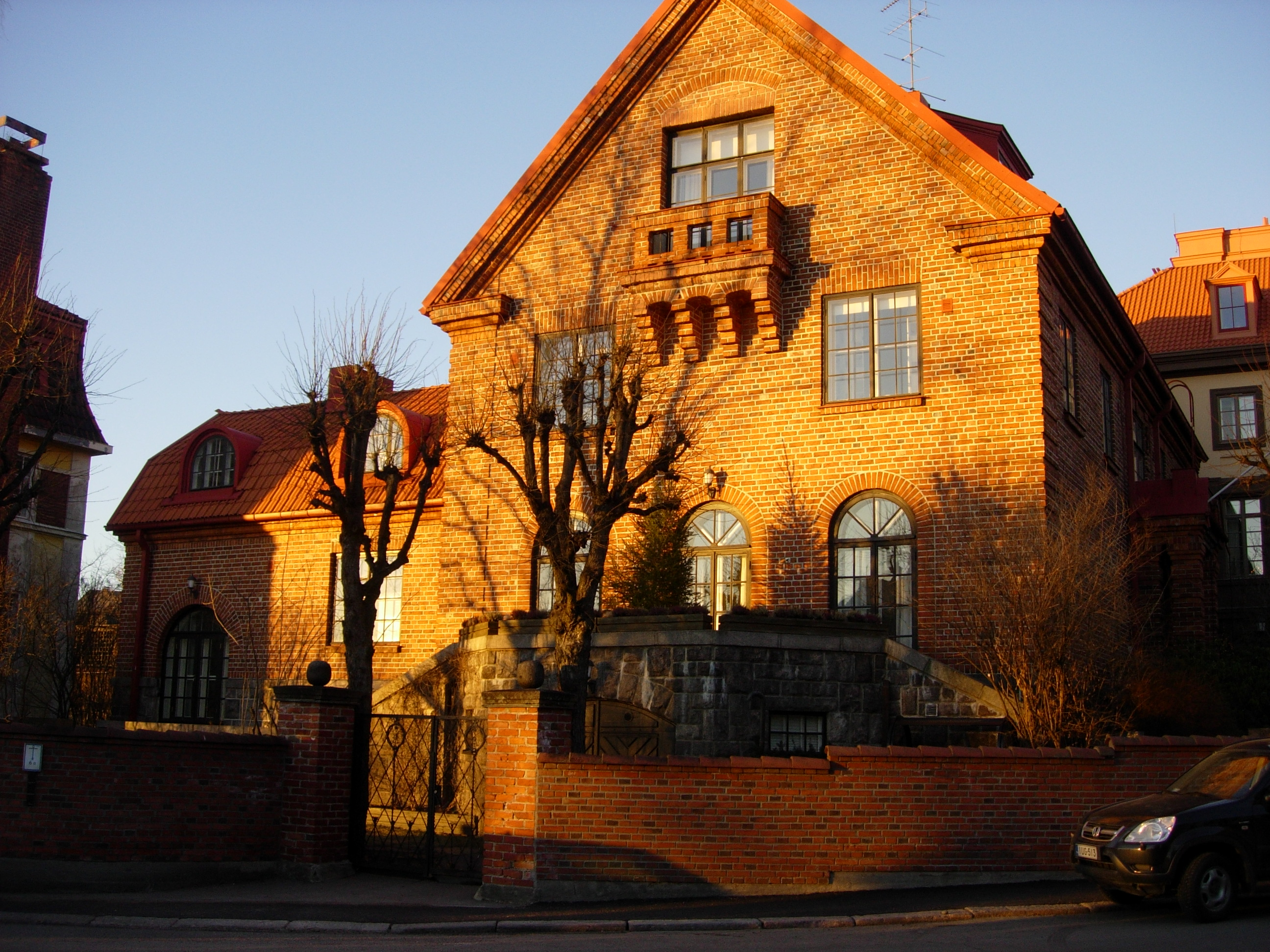
8 rue Armfeltintie, Jarl Eklund, 1917.
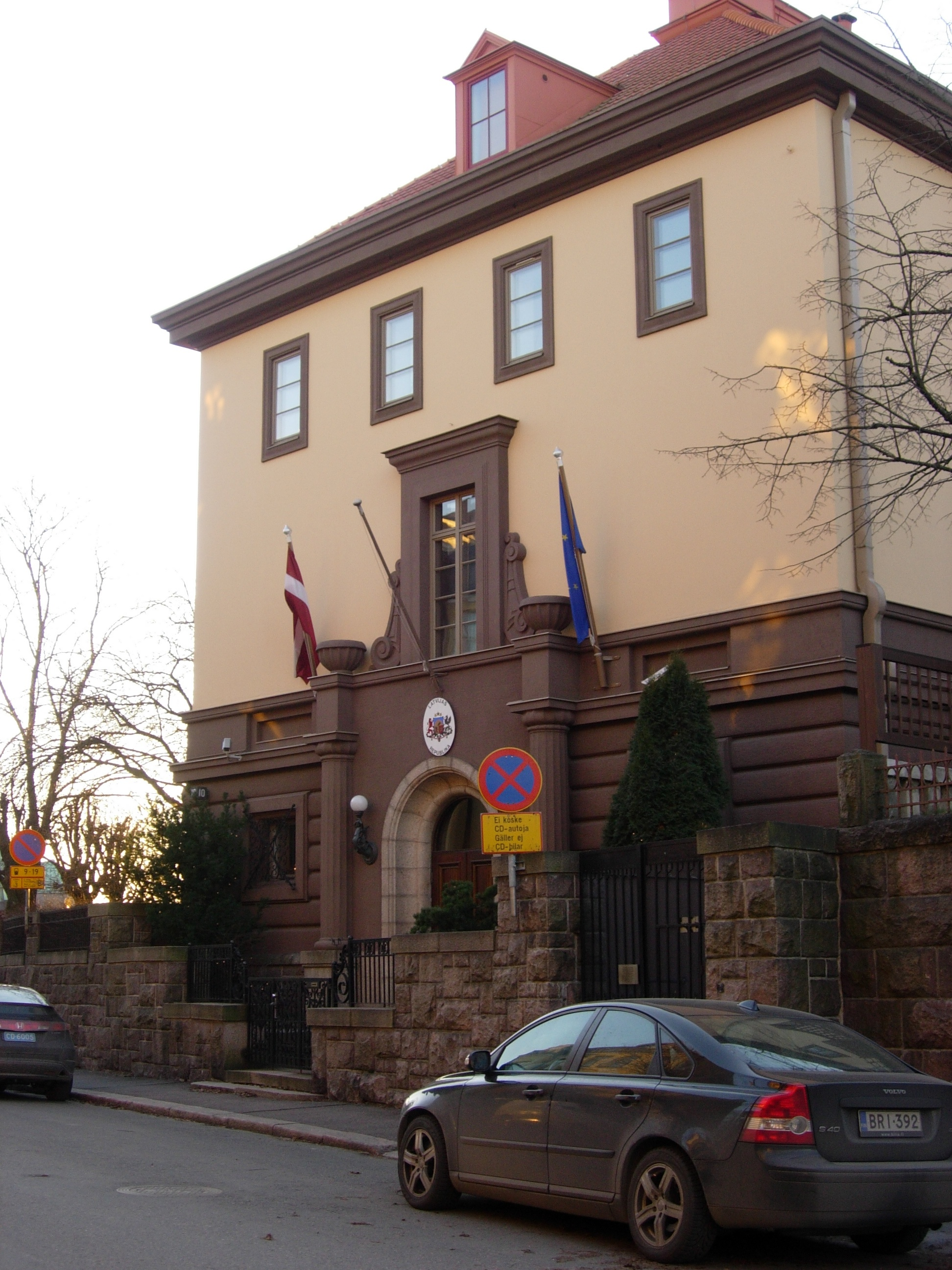
Ambassade de Lettonie, Valter Jung 10 rue Armfeltintie.

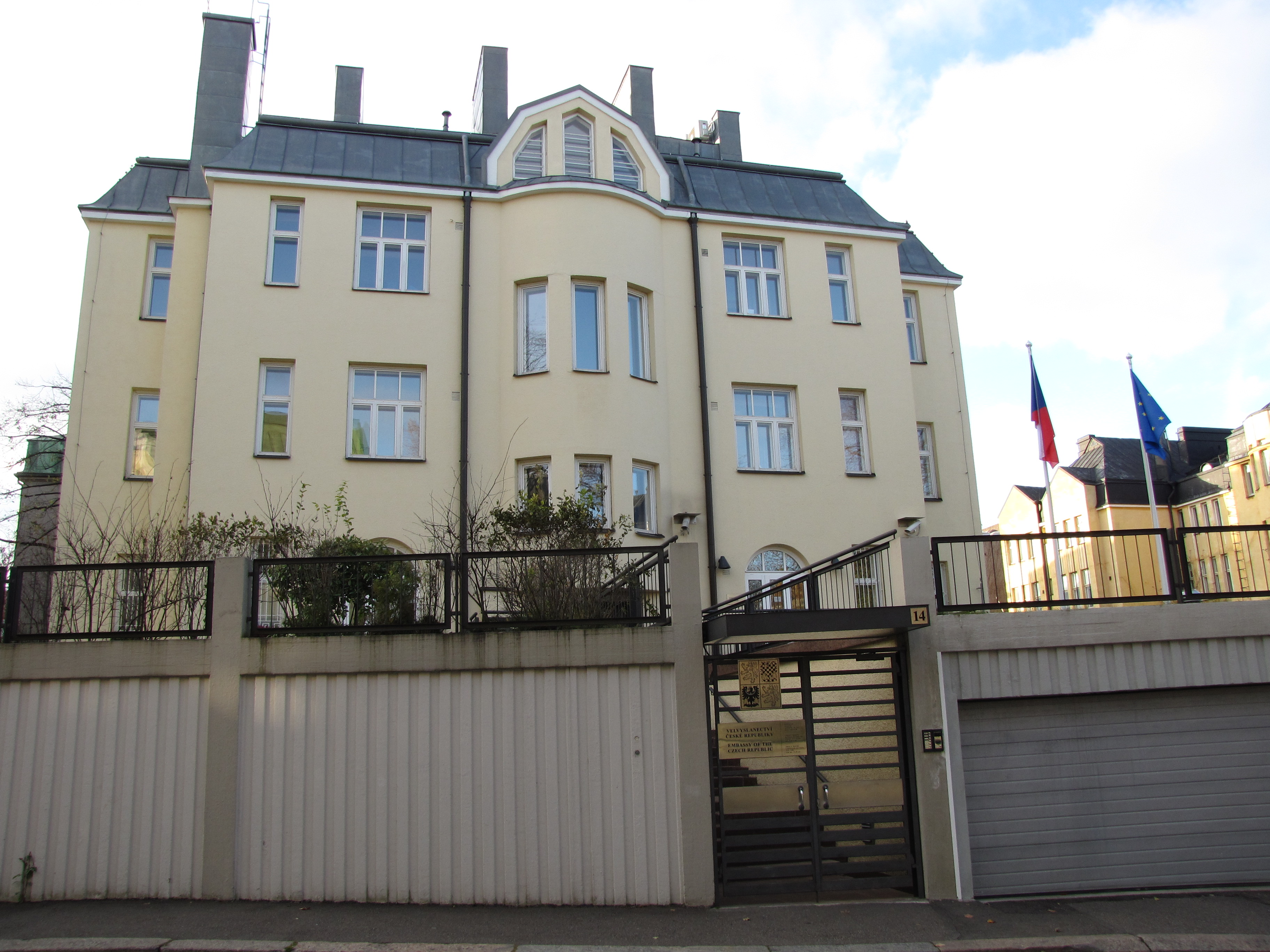
Ambassade de République tchèque 14 rue Armfeltintie
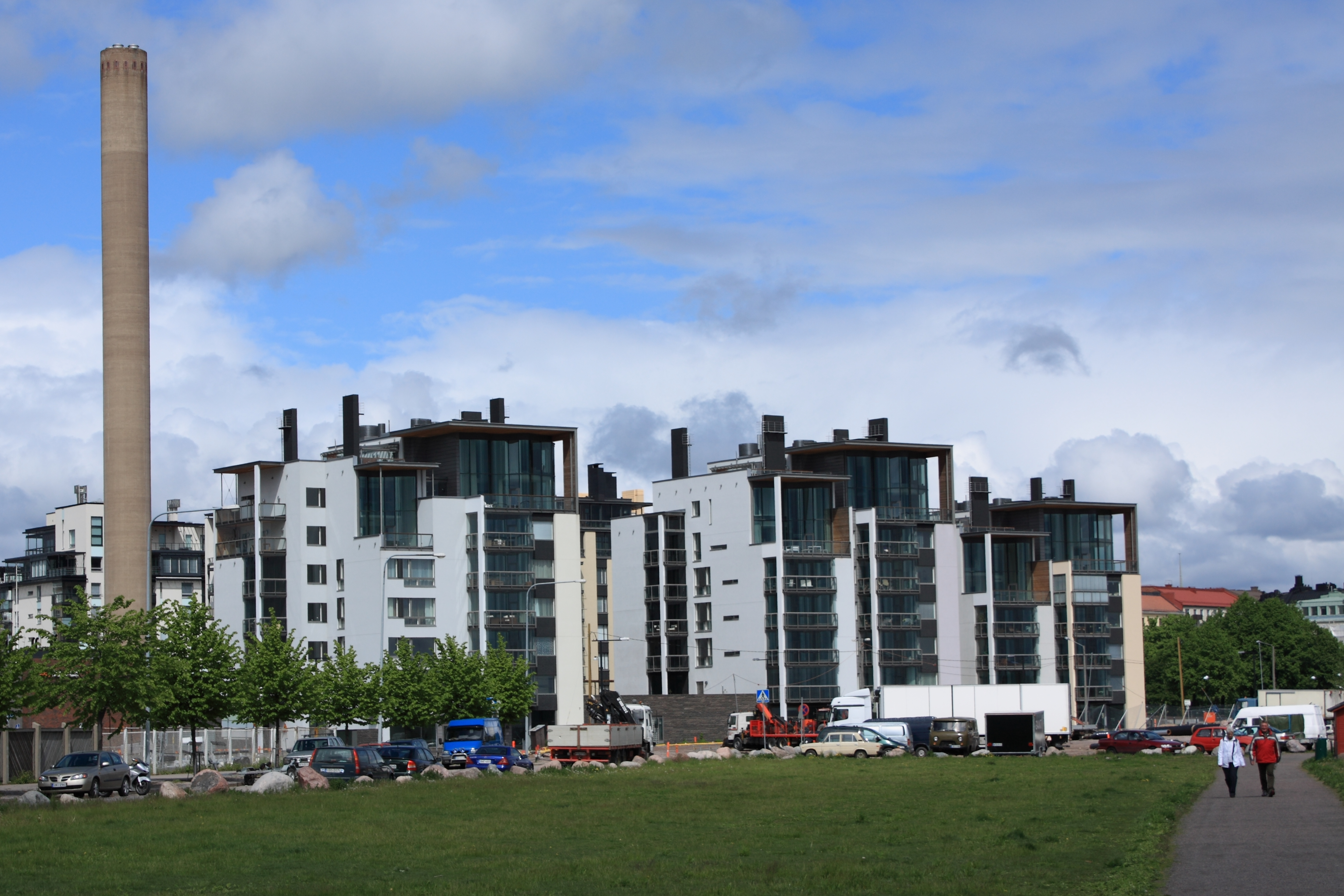
Eiranranta.
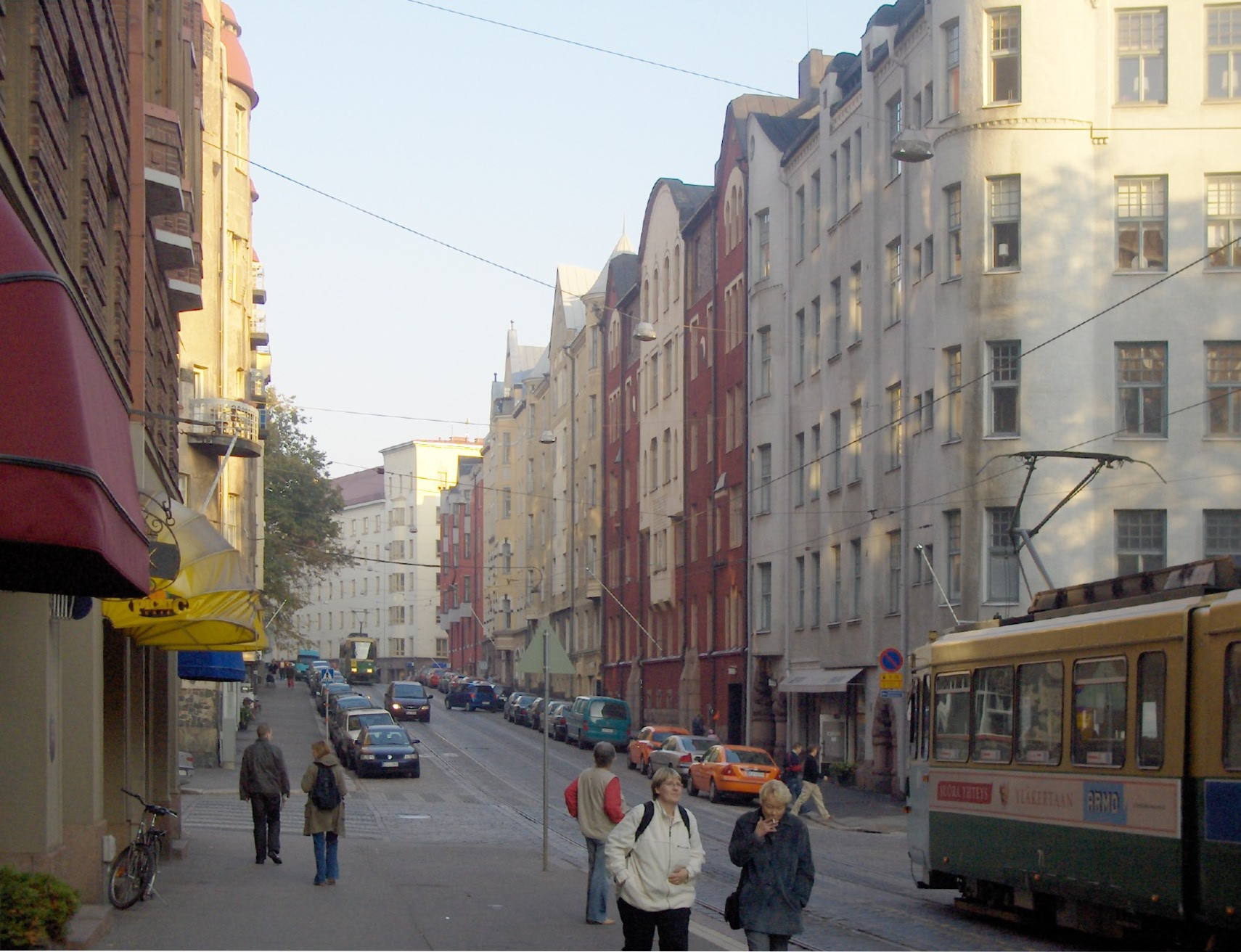
Tehtaankatu, une des principales rues du quartier.
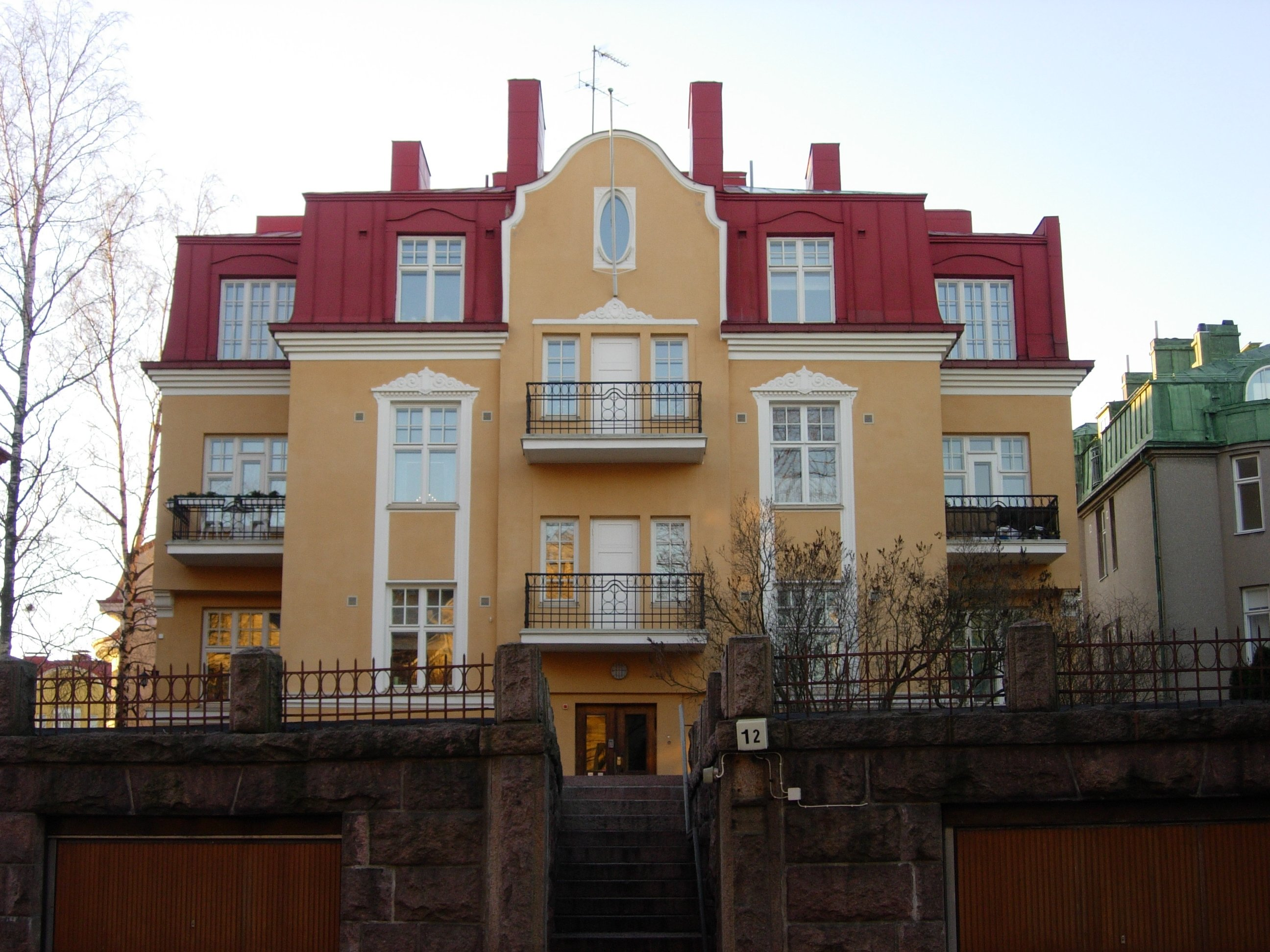
12 rue Armfeltintie 12, John Wikander, 1914.